# José Antônio do Couto
José Antônio do Couto SCI (* 1. November 1927 in Formiga, Minas Gerais, Brasilien; † 30. Juli 1997 in Taubaté) war ein brasilianischer Ordensgeistlicher und römisch-katholischer Bischof von Taubaté.

## Leben
José Antônio do Couto trat der Ordensgemeinschaft der Dehonianer bei und empfing am 1. Juli 1956 das Sakrament der Priesterweihe.
Am 5. Juni 1974 ernannte ihn Papst Paul VI. zum Titularbischof von Hyccarum und zum Koadjutorbischof von Taubaté. Der Apostolische Nuntius in Brasilien, Erzbischof Carmine Rocco, spendete ihm am 18. August desselben Jahres die Bischofsweihe; Mitkonsekratoren waren der Bischof von Lages, Honorato Piazera SCI, und der Bischof von Taubaté, Francisco do Borja Pereira do Amaral.
Am 5. Mai 1976 wurde José Antônio do Couto in Nachfolge des zurückgetretenen Francisco do Borja Pereira do Amaral Bischof von Taubaté. Papst Johannes Paul II. nahm am 6. August 1981 das von José Antônio do Couto vorgebrachte Rücktrittsgesuch an.